# Domnall Ua Lochlainn
Domnall Ua Lochlainn, död 1121, var en irländsk monark. 
Han var Irlands högkung mellan 1086 och 1121.  